# Glyphidoptera
Glyphidoptera là một chi bướm đêm thuộc phân họ Tortricinae của họ Tortricidae.

## Các loài
- Glyphidoptera insignana (Meyrick, 1881)
- Glyphidoptera polymita Turner, 1916